# Christopher Polhem
Christopher Polhem (født 18. december 1661, død 30. august 1751) var en svensk mekaniker.

## Liv og gerning
Polhem måtte i sin ungdom tjene opholdet som skriver, oppebørselsmand og lignende på svenske godser, men anvendte samtidig al sin fritid til studier, især over mekaniske emner og fik sig indrettet et mekanisk værksted. Latin lærte han hos en præst imod at lave ham et kunstigt stueur.
24 år gammel kom han til universitetet i Uppsala, hvor han snart blev kendt for sit mekaniske snille. Efter, at han havde fået indrettet en snild mekanisme til at føre malm op af Falun-gruberne, blev han af kongen gjort til bjergmekaniker. I årene 1694-97 rejste han i Tyskland, Holland, Frankrig og England, hvorfra han kom hjem med store kundskaber i mekanik. Blandt hans mangfoldige mekaniske arbejder må nævnes overførelsen på længere afstand af vandkraft til brug i bjergværker, en opfindelse, der indførtes flere steder.
I 1712 hjalp han til med de store dokanlæg i Karlskrona, og i slutningen af Karl XII’s regering fik han overdraget udførelsen af en kanalforbindelse mellem Kattegat og Østersøen. Værket blev begyndt, men da det efter Karl’s død og fredsslutningen, der åbnede de gamle søveje igen, var mindre nødvendigt, blev det ikke fortsat dengang.
Foruden arbejdet med disse og andre vandbygningsarbejder var han virksom på mange andre måder. Han fremmede landets metalindustri, opfandt maskiner til fremstilling af hjul til urværker, lavede hammerværker og udnyttede hertil landets overflod af vandkraft. Georg I af Storbritannien fik ham til at indrette en møntmaskine i Kassel og foretage forbedringer ved bjergværksdriften i Harzen, men hverken han eller zar Peter den Store i Rusland formåede at vinde ham for deres riger.
Til trods for sit store praktiske arbejde fik han tid til adskillig skribentvirksomhed. Han lod trykke tabeller, der indeholdt resultaterne af hans undersøgelser over vandbevægelsen i kanaler under forskellige forhold samt vandets arbejdsevner, og han udbredte megen nyttig kundskab herom gennem sine værksteder og ved mundtlig undervisning. Polhem regnes for grundlæggeren af svensk mekanik.